# Robert des noms propres
Robert des noms propres is een roman van Amélie Nothomb, gepubliceerd in 2002 door uitgeverij Albin Michel. Een Nederlandse vertaling onder de titel Plectrude verscheen in 2003 bij Uitgeverij Bezige Bij.
Amélie Nothomb verbeeldt zich in deze roman de biografie van haar moordenaar. Dit zal een persoon zijn die buiten de maatschappelijke normen valt, iemand die een tumultueus parcours volgt. Ze vertelt het verhaal van Plectrude, vanaf haar conceptie tot haar ontmoeting met haar toekomstig slachtoffer, Amélie. Voor dit verhaal liet Nothomb zich inspireren door het leven van de zangeres RoBERT, voor wiens album  Celle qui tue ze zeven liedjes schreef. Haar roman en dat album vormen zo een soort diptiek.

## Inhoud
Het verhaal gaat over een ongewoon meisje dat wordt geboren in vreemde omstandigheden: haar moeder vermoordt haar vader en bevalt in de gevangenis. Nadat ze haar kind de vreemde naam "Plectrude" heeft gegeven om het 'een bijzondere toekomst' te verzekeren, hangt de moeder zich in haar cel op. Het meisje wordt dan geadopteerd door haar tante. Plectrude wordt, zoals haar moeder voorspeld had, inderdaad een bijzonder, atypisch kind: eenzaam, begaafd en onbegrepen. Aanbeden door haar adoptieouders, leidt zij een sprookjesachtig bestaan tot ze ingeschreven wordt in de Balletschool van de Parijse opera. Deze strenge instelling wordt afgeschilderd als een "scalpel dat het laatste vlees van de kindertijd wegsnijdt."